# Instinct
Instinct（インスティンクト）は日本の音楽ユニットのGRANRODEOの2枚目のアルバム。

## 解説
- 前作未収録のシングル「HEAVEN」から、2008年前半発売の「デタラメな残像」までのシングル3枚の表題曲を収録、またテレビドラマ『キューティーハニー THE LIVE』のコンピレーション・アルバムに収録した挿入歌も収録している。
- 「これまでのGRANRODEOをすべて網羅する」目的で作られた前作と違い、今作は「アルバムを作る」ことをコンセプトとし、ロック色が全面に押し出された1枚に仕上がっている。収録曲の半分以上はこのために書かれたオリジナル楽曲で、前出のマキシシングルに収録されたカップリング曲は全て未収録である。
- 「甘い痛みは幻想の果てに」はe-ZUKAがテレビ東京系アニメーション『ネオ アンジェリークAbyss Second age』に提供した「SILENT DESTINY」（歌：オーブハンター4）が原曲。歌詞をKISHOWが書き直しアレンジも刷新した。オーブハンター4版と比べ、KISHOWの音域に合わせキーを2音半分上げている。今作の中でこの曲のみ、アルバム発売に先駆けiTunes Storeにてネット配信された。
- 今作発売後「Darlin'」をシングルカットし発売した。トラック1、2にカップリング2曲を収録し、Darlin'自体はトラック3に収められている。

## 収録曲
- （全曲）作詞：谷山紀章、作曲・編曲：飯塚昌明

1. Black out
  - テレビ東京『アニソンぷらす』オープニングテーマ。PVも製作されている。
2. デタラメな残像
  - テレビアニメ『ブラスレイター』前期オープニングテーマ
3. Darlin'
  - 同年12月10日にシングルカットされた。
4. CANNON★BALL
5. 甘い痛みは幻想の果てに
  - 8月6日iTunes storeにて先行配信された。
6. アウトサイダー
  - テレビ東京系特撮テレビドラマ『キューティーハニー THE LIVE』挿入歌。今作のためにドラムが打ち込みから生に録り直されている。
7. Instinct（instrumental）
8. 愛すべきSTUPID
9. ここにあるぬくもり
10. HEAVEN
  - WOWOW系アニメ『鋼鉄神ジーグ』エンディングテーマ。ヴォーカルを録り直している。
11. NOT for SALE
  - ニンテンドーDSソフト『DUEL LOVE 恋する乙女は勝利の女神』オープニングテーマ
12. delight song
  - GRANRODEO初のノンタイアップマキシシングル
13. Beautiful world